# 1999 en architecture
| Années de l'architecture : 1996 - 1997 - 1998 - 1999 - 2000 - 2001 - 2002    |
| Décennies de l'architecture : 1960 - 1970 - 1980 - 1990 - 2000 - 2010 - 2020 |

Cet article présente les faits marquants de l'année 1999 en architecture.

## Réalisations
- Achèvement de la rénovation du palais du Reichstag par Norman Foster.
- Fin de construction du London Eye.
- Construction du Dôme du Millénaire.
- Le bâtiment le plus haut du monde, les tours jumelles Petronas, situé à Kuala Lumpur, en Malaisie, a été inauguré par le Premier ministre Mahathir Mohamad.

## Récompenses
- Grand Prix de l'urbanisme : Philippe Panerai et Nathan Starkman.
- Grand prix national de l'architecture : Massimiliano Fuksas.
- Prix Pritzker : Norman Foster.
- Prix de l'Académie d'Architecture de France : Jean Nouvel.
- Prix de l'Équerre d'argent : Marc Mimram pour la passerelle Solférino.

## Naissances
- x

## Décès
- 3 mars : Carlo De Carli, architecte et théoricien de l'architecture italien (° 7 novembre 1910).
- 27 octobre : Charlotte Perriand (° 24 octobre 1903)

.